# 上極限と下極限

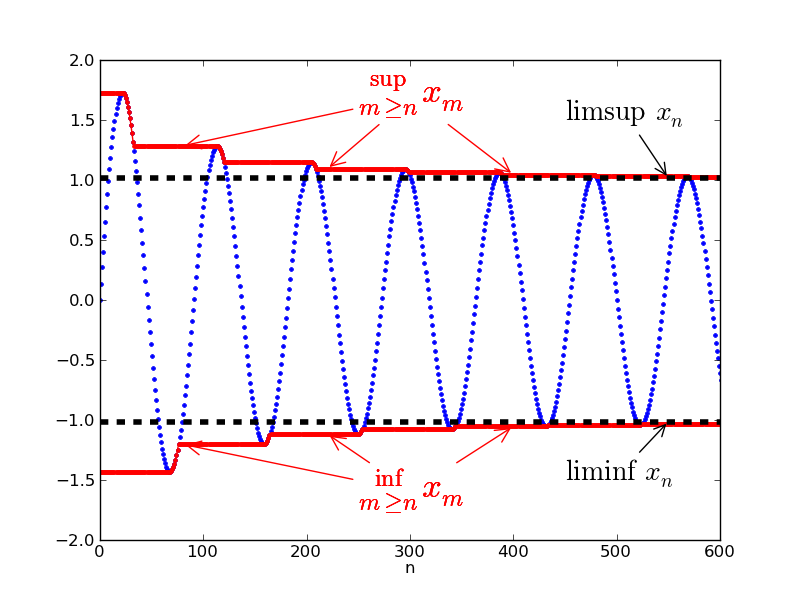
数列が青色の点で表されているとき、赤色の点が近付く先がの上極限と下極限である。

数学において、数列（以下この記事においては、単に数列と言ったら実数列のことを指すものとする） (an)n∈N の上極限（じょうきょくげん、英語: limit superior）および下極限（かきょくげん、英語: limit inferior）とは、nを無限に大きくしていったときの数列の挙動から決まる実数であり、この数列の極限に（ある意味で）なりうる値を上と下からおさえるために使われる。
数列 (an) の上極限を表す記号には
{\displaystyle \varlimsup _{n\to \infty }a_{n},\quad \limsup _{n\to \infty }a_{n}}
の二種類がある。同様に下極限は
{\displaystyle \varliminf _{n\to \infty }a_{n},\quad \liminf _{n\to \infty }a_{n}}
と書く。

## 定義
数列 (an) の上極限は
{\displaystyle \varlimsup _{n\to \infty }a_{n}:=\lim _{n\to \infty }\left(\sup _{k\geq n}a_{k}\right)}
または
{\displaystyle \varlimsup _{n\to \infty }a_{n}:=\inf _{n\in \mathbb {N} }\sup _{k\geq n}a_{k}=\inf\{\,\sup\{\,a_{k}\mid k\geq n\,\}\mid n\in \mathbb {N} \,\}}
で定義される。同様に下極限は
{\displaystyle \varliminf _{n\to \infty }a_{n}:=\lim _{n\to \infty }\left(\inf _{k\geq n}a_{k}\right)}
または
{\displaystyle \varliminf _{n\to \infty }a_{n}:=\sup _{n\in \mathbb {N} }\inf _{k\geq n}a_{k}=\sup\{\,\inf\{\,a_{k}\mid k\geq n\,\}\mid n\in \mathbb {N} \,\}}
で定義される。

## 性質
数列 (an) の上極限と下極限は（無限大をとることを許せば）必ず存在する。これは極限値が存在するかどうか分からないのと対照的である。
- (an) の部分列 (bn) が収束したとする。このとき{\displaystyle \varliminf _{n\to \infty }a_{n}\leq \lim _{n\to \infty }b_{n}\leq \varlimsup _{n\to \infty }a_{n}.}
- (an) の部分列で上極限に収束するものが存在する。下極限についても同様。

この2つの性質から導ける次の性質がもっとも重要である。
- 「(an) が収束すること」と「上極限と下極限が一致すること」は同値である。

## 集合列の上極限と下極限
数列の場合と同様にして、集合の列 (An) にも上極限と下極限が定義される。
{\displaystyle \varlimsup _{n\to \infty }A_{n}=\bigcap _{n\in \mathbb {N} }\bigcup _{k\geq n}A_{k}}
{\displaystyle \varliminf _{n\to \infty }A_{n}=\bigcup _{n\in \mathbb {N} }\bigcap _{k\geq n}A_{k}}
集合の列の場合は上極限と下極限が一致するときに集合の列は収束するといい、
{\displaystyle \lim _{n\to \infty }A_{n}}
と書くことがある。これらは集合のかわりに集合の定義関数の列を考えれば、数列の場合の定義と一致する。
集合列の上極限と下極限は確率論でよく使われる。確率論においては列として事象の列(An)を考える。例えば、サイコロを無限回振るという試行を行いn回目のサイコロの目が1であるという事象をAnと呼ぶことにする。この事象の列の上極限・下極限
{\displaystyle \varlimsup _{n\to \infty }A_{n},\quad \varliminf _{n\to \infty }A_{n}}
もまた事象になる。この事象の意味は
事象列の上極限無限に多くのnに対して、Anが起きるという事象。サイコロの場合は、無限回サイコロを投げたら、1の目が無限回でるという事象である。
事象列の下極限有限個の例外を除いた残りすべてのnに対して、Anが起きるという事象。サイコロの場合は、無限回サイコロを投げたら、1以外の目は有限回しか出ず残りはすべて1の目が出るという事象である。
事象列の上極限と下極限も事象であるから、確率を計算することができる。サイコロの場合は上に書いたことから直感的には
{\displaystyle P(\varlimsup _{n\to \infty }A_{n})=1}
{\displaystyle P(\varliminf _{n\to \infty }A_{n})=0}
となりそうだが、定義に従って計算するのは難しい。この確率が 0 または 1 になる簡単な十分条件を与えるのが、ボレル–カンテリの補題である。